# Festival Internacional de Cine de Cannes de 1954
La 7ª edición del Festival Internacional de Cine de Cannes se desarrolló entre el 25 de marzo al 9 de abril de 1954. La Palma de Oro fue otorgada a Jigokumon de Teinosuke Kinugasa. El festival se abrió con El gran juego (Le Grand Jeu) de Robert Siodmak. fue el último festival con predominancia francesa en el jurado.
A medida que el festival se hacía cada vez un polo de atracción del espectáculo, los escándalos y los romances de las estrellas aparecían en  la prensa. En 1954, el asunto de Simone Silva durante el Festival de Cannes acabó en la separación de su carrera como actriz y su muerte prematura tres años después.

## Jurado

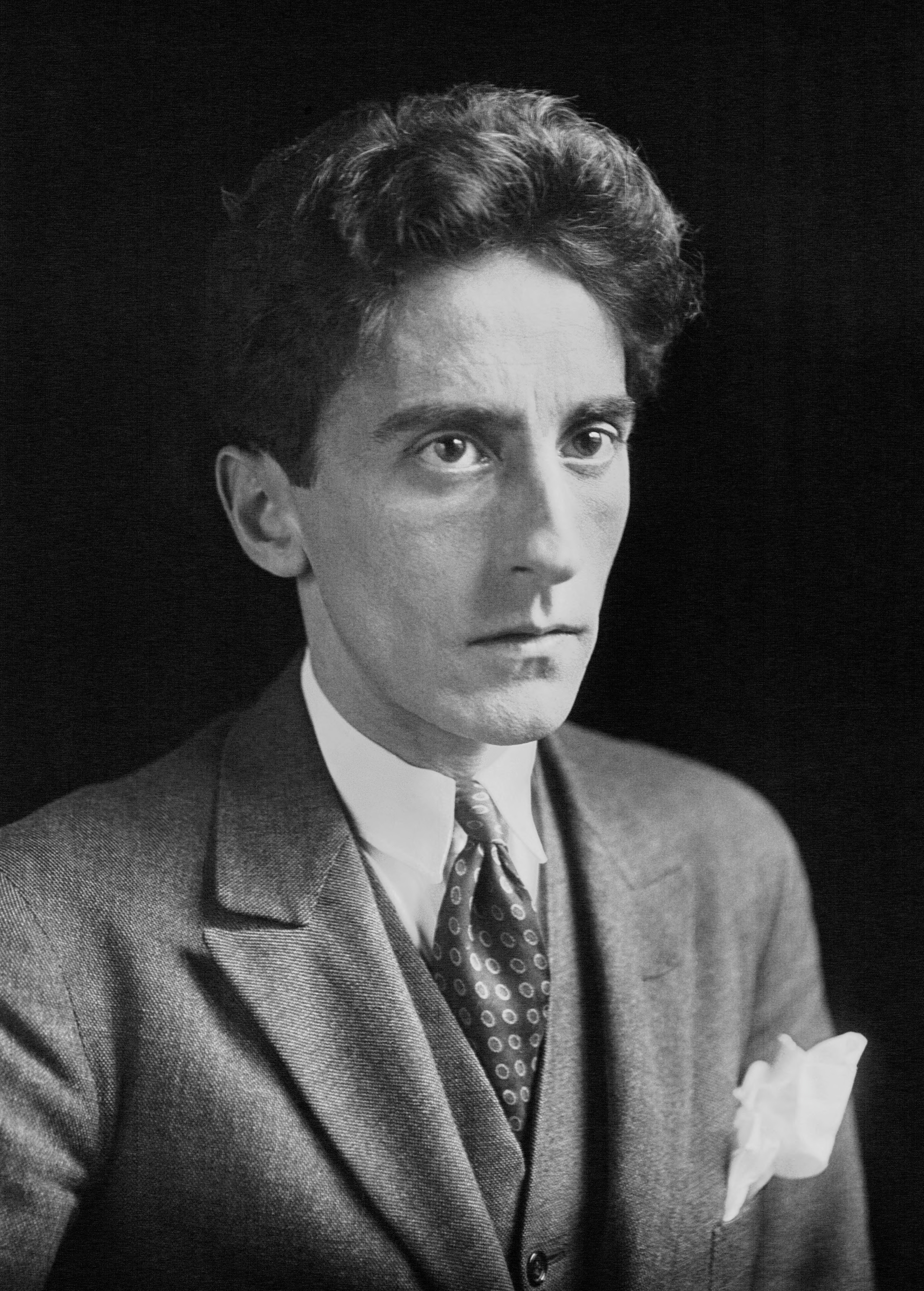
Jean Cocteau, presidente del jurado

Las siguientes personas fueron nominadas para formar parte del jurado de la competición principal en la edición de 1954:
- Jean Cocteau   Presidente
- Jean Aurenche
- André Bazin
- Luis Buñuel
- Henri Calef
- Guy Desson (MP official)
- Philippe Erlanger
- Michel Fourre-Cormeray
- Jacques-Pierre Frogerais (membre del CNC)
- Jacques Ibert
- Georges Lamousse (miembro del senado)
- André Lang
- Noël-Noël
- Georges Raguis (union official)

Curtmetratges
- Henning Jensen
- Albert Lamorisse
- Jean Queval
- Jean Tedesco
- Jean Vivie (del CST)

## Selección oficial
Las siguientes películas compitieron por la Palma de Oro:

### En competición – películas
- Avant le déluge de André Cayatte.
- Aventuras del barbero de Sevilla de Ladislao Vajda.
- Beneath the 12-Mile Reef de Robert D. Webb.
- O Canto do Mar de Alberto Cavalcanti.
- Carosello napoletano de Ettore Giannini.
- Cirkus Fandango de Arne Skouen.
- Cronache di poveri amanti de Carlo Lizzani.
- Cómicos de Juan Antonio Bardem.
- Do Bigha Zamin de Bimal Roy.
- Feitiço do Amazonas de Zygmunt Sulistrowski.
- From Here to Eternity de Fred Zinnemann.
- Gate of Hell de Teinosuke Kinugasa.
- El gran juego de Robert Siodmak.
- Kärlekens bröd de Arne Mattsson.
- Kiskrajcár de Márton Keleti.
- Monsieur Ripois de René Clément.
- Los caballeros del rey Arturo de Richard Thorpe.
- Koibumi de Kinuyo Tanaka.
- Komedianti de Vladimír Vlcek.
- Kyriakatiko xypnima de Michael Cacoyannis.
- Die Letzte Brücke de Helmut Käutner.
- El niño perdido de George Seaton.
- The Little Kidnappers de Philip Leacock.
- The Living Desert de Walt Disney y James Algar.
- Maddalena de Augusto Genina.
- Man of Africa de Cyril Frankel.
- Mastera russkogo baleta de Gerbert Rappaport.
- Mayurpankh de Kishore Sahu.
- Memorias de un mexicano de Carmen Toscano.
- El mártir del calvario de Miguel Morayta.
- Nigorie de Tadashi Imai.
- El niño y la niebla de Roberto Gavaldón.
- Pamposh de Ezra Mir.
- Piatka z ulicy Barskiej de Aleksander Ford.
- Sangre y luces de Georges Rouquier y Ricardo Muñoz Suay.
- Si mis campos hablaran de José Bohr.
- Sira` Fi al-Wadi de Youssef Chahine.
- Solange Du da bist de Harald Braun.
- Det Stora Ädventyret de Arne Sucksdorff.
- Sudba Mariny de Isaak Shmaruk y Viktor Ivchenko.
- Todo es posible en Granada de Carlos Blanco y José Luis Sáenz de Heredia.
- Velikiy voin Albanii Skanderbeg de Serguéi Yutkévich.
- El Wahsh de Salah Abu Seif.

## Cortometrajes en competición
Los siguientes cortometrajes competían para la Palma de Oro al mejor cortometraje:
- Apollon kai Dafni de Thanassis Meritzis
- Aptenodytes forsteri (Les Pingouins) de Mario Marret
- Aquarium de Ágoston Kollányi
- The Blakes Slept Here de Jacques Bernard Brunius
- Christophe Plantin, imprimeur des humanistes du XVIeme siècle de Gaston Vermaillen
- Der dom zu Koeln de Ulrich Kayser
- El Greco en su obra maestra : El entierro del Conde Orgaz de Juan Serra
- Er is altijd een tockomst de Kees Stip
- Exploratieboren de Bert Haanstra
- Feminine Fashions de Moham Dayaram Bhavnani
- Il fiume della vita d'Enrico Castelli Gattinara
- Folk Dances of India de Moham Dayaram Bhavnani
- Det gjelder livet de Titus Vibe Müller
- Una goccia d'acqua de Enzo Trovasilli
- Highlands of Iceland de Magnus Johannsson
- Hokusai de Hiroshi Teshigahara
- Jaktflygare de Helge Sahlin
- Jyske kyst de Søren Melson
- Kék vércsék erdejében d'István Homoki-Nagy
- Kozioleczek de L. Marszalek
- Kutna hora de Fr. Lukas
- Land of Enlightment de Mohan Wadhwani
- Den lille pige med svovlstikkerne de Johan Jacobsen
- Lumière de P. Paviot
- Miniatury kodesku behema de Stanislaw Lenartowicz
- Le mystère de la Licorne d'Arcady, Jean-Claude See
- Nouveaux horizons de Marcel Ichac
- Nytt land under svillene de Per Opsahl
- O kohoutkovi a slepicce de Zdenec Miler
- O sklenicku víc de Bretislav Pojar
- L'Ombre de St Michel de Jean Pichonnier, Paul Pichonnier
- De Opsporing van Aardolie de Bert Haanstra
- The Owl and the Pussy Cat de Brian Borthwick, John Halas
- Pik droujby de I. Goutman
- Plastik im Freien de Adalbert Baltes
- The Pleasure Garden de James Broughton
- Polet na lounou de Vladimir Broumberg, Zinaiida Brumberg
- Promenade au Luxembourg de Philippe Schneider
- Rene Leriche chirurgien de la douleur de René Lucot
- River of Hope de Moham Dayaram Bhavnani
- Ruban noir de Henry Jacques
- El solitario de Sayan de Enrico Gras
- Stare miasto de Jerzy Bossak
- Stern von Bethlehem de Wilhelm Döderlein
- Toot, Whistle, Plunk and Boom de Ward Kimball, Charles A. Nichols
- Uspavana ljepotica de Rudolf Sremec
- La vie des Chamois d'André Bureau, Paul Claudon, P. Dalli, Pierre Levent, André Villard
- Vieren maar de Herman Van Der Horst
- Viragos kalocsa de Vince Lakatos
- Vita della libellula de Alberto Ancillotto
- Wild Life Sanctuary de D.D. Reucassel

## Premios

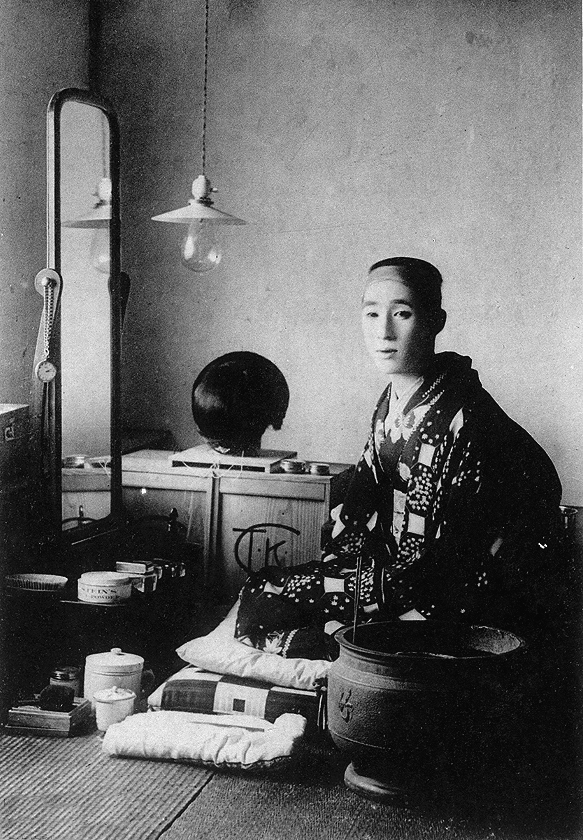
Teinosuke Kinugasa (en 1910), ganador del Gran Premio

### Premis oficials
Los galardonados en las secciones oficiales de 1954 fueron:
- Gran Premio: La puerta del infierno de Teinosuke Kinugasa
- Premio internacional
  - Avant le déluge de André Cayatte
  - Carrusel napolità (Carosello napoletano) de Ettore Giannini
  - Crònica dels pobres amants (Cronache di poveri amanti) de Carlo Lizzani
  - Do Bigha Zamin de Bimal Roy
  - Piatka z ulicy Barskiej de Aleksander Ford
  - Die Letzte Brücke de Helmut Käutner
  - The Living Desert de James Algar
  - Det Stora Ädventyret de Arne Sucksdorff
  - El gran guerrer Skanderbeg (Velikiy voin Albanii Skanderbeg) de Serguéi Yutkévich
- Premio del Jurado: Knave of Hearts de René Clément
- Premio especial: De aquí a la eternidad de Fred Zinnemann

Palma de Oro al mejor cortometraje
- Mejor película de títeres: O sklenicku víc de Břetislav Pojar
- Mejor película de fantasía poética: The Pleasure Garden de James Broughton
- Mejor película de la realidad: Stare miasto (The Old Town of Warzaw) de Jerzy Bossak
- Mejor película de la naturaleza: Aptenodytes forsteri (Les Pingouins) de Mario Marret
- Mejor película de entretenimiento: Toot, Whistle, Plunk and Boom de Ward Kimball, Charles A. Nichols

### Premios independentes
Premio FIPRESCI
- Avant le déluge de André Cayatte

Premio OCIC
- Die Letzte Brücke de Helmut Käutner

Otros premios
- Mención especial[8]
  - André Cayatte y Charles Spaak por Avant le déluge
  - Maria Schell por su actuación en Die Letzte Brücke
  - El equipo de cámara de The Living Desert
  - Aleksander Ford por su dirección en Piatka z ulicy Barskiej
  - Arne Sucksdorff por su dirección en Det Stora Ädventyret
  - Serguéi Yutkévich por su dirección en El gran guerrer Skanderbeg (Velikiy voin Albanii Skanderbeg)

## Media
- Institut National de l'Audiovisuel: Obertura del festival de 1954 (Michèle Morgan y Robert Mitchum, comentari en francés)
- INA: Obertura del festival de 1954 (Daniel Gélin i Gina Lollobrigida, comentari en francés)